# Паскаль, Блез
Блез Паска́ль (фр. Blaise Pascal [blɛz pasˈkal]; 19 июня 1623[…], родной дом Блеза Паскаля, Клермон-Ферран, Королевство Франция — 19 августа 1662[…], Париж, Королевство Франция) — французский математик, механик, физик, литератор, философ

 и теолог. Классик французской литературы, один из основателей математического анализа, теории вероятностей и проективной геометрии, создатель первых образцов счётной техники, автор основного закона гидростатики.

## Биография

### Детство
Паскаль родился в городе Клермон-Ферран (французская провинция Овернь) в семье председателя налогового управления Этьена Паскаля (1588—1651) и Антуанетты Бегон (1596—1626), дочери сенешаля Оверни. У Паскалей было трое детей — Блез и две его сестры: младшая, Жаклин (1625—1661), и старшая, Жильберта (1620—1687). Мать умерла, когда Блезу было 3 года. В 1631 году семья переехала в Париж.
Блез рос одарённым ребёнком. Его отец Этьен самостоятельно занимался образованием сына; Этьен  сам неплохо разбирался в математике — дружил с Мареном Мерсенном и Жераром Дезаргом, исследовал алгебраическую кривую, с тех пор получившую название «улитка Паскаля», входил в комиссию по определению долготы, созданную Ришельё.
Паскаль-отец придерживался принципа соответствия сложности предмета умственным способностям ребёнка. По его плану древние языки Блез должен был изучать с 12 лет, а математику с 15—16-летнего возраста. Метод обучения состоял в объяснении общих понятий и правил с последующим переходом к изучению отдельных вопросов. Так, знакомя восьмилетнего мальчика с законами грамматики, общими для всех языков, отец преследовал цель научить его мыслить рационально. В доме постоянно велись беседы по вопросам математики, и Блез просил познакомить его с этим предметом. Отец, опасавшийся, что математика помешает сыну изучать латинский и греческий языки, обещал в будущем познакомить его с этим предметом. Как-то раз на очередной вопрос сына о том, что такое геометрия, Этьен кратко ответил, что это способ чертить правильные фигуры и находить между ними пропорции, но запретил ему всякие исследования в этой области. Однако Блез, оставаясь один, принялся углём чертить на полу различные фигуры и изучать их. Не зная геометрических терминов, он называл линию «палочкой», а окружность «колечком». Когда отец случайно застал Блеза за одним из таких самостоятельных уроков, он был потрясён: мальчик, не знавший даже названий фигур, самостоятельно доказал 32-ю теорему Евклида о сумме углов треугольника. По совету своего друга Ле Пайера Этьен Паскаль отказался от своего первоначального плана обучения и разрешил сыну читать математические книги. В часы отдыха Блез изучал евклидову геометрию, позднее, с помощью отца, перешёл к работам Архимеда, Аполлония и Паппа, потом — Дезарга.
В 1634 году (Блезу было 11 лет), кто-то за обеденным столом зацепил ножом фаянсовое блюдо. Оно зазвучало. Мальчик обратил внимание, что стоило прикоснуться к блюду пальцем, как звук исчез. Чтобы найти этому объяснение, Паскаль провёл серию опытов, результаты которых позднее изложил в «Трактате о звуках».
С 14 лет Паскаль участвовал в еженедельных семинарах Мерсенна, проводившихся по четвергам. Здесь он познакомился с Дезаргом. Юный Паскаль был одним из немногих, кто изучал его труды, написанные сложным языком и насыщенные новоизобретёнными терминами. Он совершенствовал идеи, высказанные Дезаргом, обобщая и упрощая обоснования. В 1640 году выходит первое печатное произведение Паскаля — «Опыт о конических сечениях», результат исследования работ Дезарга. В это сочинение автор включил теоремы (доказательства не приводятся), три определения, три леммы и указал главы планировавшегося труда, посвящённого коническим сечениям. Третья лемма из «Опыта…» является теоремой Паскаля: если вершины шестиугольника лежат на некотором коническом сечении, то три точки пересечения прямых, содержащих противоположные стороны, лежат на одной прямой. Этот результат и 400 следствий из него Паскаль изложил в «Полном труде о конических сечениях», о завершении которого Паскаль сообщил пятнадцать лет спустя и который сейчас отнесли бы к проективной геометрии. «Полный труд…» так и не был опубликован: в 1675 году его прочёл в рукописи Лейбниц, рекомендовавший племяннику Паскаля Этьену Перье срочно напечатать его. Однако Перье не прислушался к мнению Лейбница, впоследствии рукопись была утеряна.

### Руан
В январе 1640 года семья Паскаля переезжает в Руан. В эти годы здоровье Паскаля, и без того неважное, стало ухудшаться. Тем не менее он продолжал работать.
Отец Блеза по роду службы в Руане (интендантом Нормандии) часто занимался утомительными расчётами, сын также помогал ему в распределении податей, пошлин и налогов. Столкнувшись с традиционными способами вычислений и находя их неудобными, Паскаль задумал создать вычислительное устройство, призванное помочь упростить расчёты. В 1642 году (в 19 лет) Паскаль начал создание своей суммирующей машины «паскалины», в этом, по его собственному признанию, ему помогли знания, полученные в ранние годы. Машина Паскаля выглядела как ящик, наполненный многочисленными связанными друг с другом шестерёнками. Складываемые либо вычитаемые числа вводились соответствующим поворотом колёс, принцип работы основывался на счёте оборотов. Так как успех в осуществлении замысла зависел от того, насколько точно ремесленники воспроизводили размеры и пропорции деталей машины, Паскаль сам присутствовал при изготовлении её составляющих. Вскоре машина Паскаля была подделана в Руане одним часовщиком, который не видел оригинала и построил копию, руководствуясь лишь рассказами о «счётном колесе». Несмотря на то, что поддельная машина была совершенно непригодна для выполнения математических операций, Паскаль, задетый этой историей, оставил работу над своим механизмом. Чтобы побудить его продолжить совершенствование машины, друзья привлекли к ней внимание канцлера Сегье. Тот, изучив проект, рекомендовал Паскалю не останавливаться на достигнутом. В 1645 году Паскаль преподнёс Сегье готовую модель машины. До 1652 года под его наблюдением было создано около 50 вариантов «паскалины». В 1649 году он получил королевскую привилегию на счётную машину: возбранялись как копирование модели Паскаля, так и создание без его разрешения любых других видов суммирующих машин; запрещалась их продажа иностранцами в пределах Франции. Сумма штрафа за нарушение запрета составляла три тысячи ливров и должна была быть разделена на три равные части: для поступления в казну, парижскую больницу и Паскалю, либо обладателю его прав. Учёный затратил много средств на создание машины, однако сложность её изготовления и высокая стоимость препятствовали коммерческой реализации проекта.
Изобретённый Паскалем принцип связанных колёс почти на три столетия стал основой создания большинства арифмометров.
В 1646 году семья Паскаля через врачей, лечивших Этьена, знакомится с янсенизмом. Блез, изучив трактат Янсения «О преобразовании внутреннего человека» с критикой стремления к «величию, знанию, удовольствию», испытывает сомнения: не являются ли его научные изыскания греховным и богопротивным занятием? Из всей семьи именно он проникается наиболее глубоко идеями янсенизма, переживая своё «первое обращение». Однако пока он не оставляет занятия наукой.

### Опыты с трубкой Торричелли
В конце 1646 года Паскаль, узнав от знакомого своего отца о торричеллиевой трубке, повторил опыт итальянского учёного. Затем он произвёл серию видоизменённых экспериментов, стремясь доказать, что пространство в трубке над ртутью не заполнено ни её парами, ни разреженным воздухом, ни некоей «тонкой материей». В 1647 году, уже находясь в Париже и несмотря на обострившуюся болезнь, Паскаль опубликовал результаты своих опытов в трактате «Новые опыты, касающиеся пустоты». В заключительной части своего труда Паскаль утверждал, что пространство в верхней части трубки «не заполнено никакими известными в природе веществами … и можно считать это пространство действительно пустым, до тех пор, пока экспериментально не доказано существования там какого-либо вещества». Это было предварительное доказательство возможности пустоты и того, что гипотеза Аристотеля о «боязни пустоты» имеет пределы.
Впоследствии Паскаль сосредоточился на доказательстве того, что столбик ртути в стеклянной трубке удерживается давлением воздуха. По просьбе Паскаля его зять Флорен Перье провёл серию экспериментов у горы Пюи-де-Дом в Клермоне и описал результаты (разница в высоте столбика ртути на вершине и у подножия горы составила 3 дюйма 1 1/2 линии, около 8,5 см) в письме Блезу. В Париже на башне Сен-Жак опыты повторяет уже сам Паскаль, полностью подтвердив данные Перье. В честь этих открытий на башне был установлен памятник учёному. В «Рассказе о великом эксперименте равновесия жидкостей» (1648) Паскаль привёл свою переписку с зятем и следствия, вытекающие из этого опыта: теперь есть возможность «узнать, находятся ли два места на одном уровне, то есть одинаково ли они удалены от центра земли, или которое из них расположено выше, как бы ни были они далеки друг от друга».
Паскаль отмечал также, что все явления, приписывавшиеся ранее «боязни пустоты», на самом деле - следствия давления воздуха. Обобщая полученные результаты, Паскаль сделал вывод, что давление воздуха есть частный случай равновесия жидкостей и давления внутри них. Паскаль подтвердил предположение Торричелли о существовании атмосферного давления. Развивая результаты исследований Стевина и Галилея в области гидростатики в своём «Трактате о равновесии жидкостей» (1653, опубликован в 1663), Паскаль подошёл к установлению закона распределения давления в жидкостях. Во второй главе трактата он формирует идею гидравлического пресса: «сосуд, наполненный водою, является новым принципом механики и новой машиной для увеличения сил в желаемой степени, потому что с помощью этого средства человек сможет поднять любую предложенную ему тяжесть» и отмечает, что принцип его действия подчиняется тому же закону, что и принцип действия рычага, блока, бесконечного винта. Паскаль вошёл в историю науки, начав с простого повторения опыта Торричелли, он опроверг одну из основных аксиом старой физики и установил основной закон гидростатики.
В 1651 году отец, Этьен Паскаль, умер. Младшая сестра, Жаклин, ушла в монастырь Пор-Рояль. Блез, ранее поддерживавший сестру в её стремлении к монашеской жизни, боясь потерять друга и помощника, просил Жаклин не оставлять его. Однако она осталась непреклонна.

### Светская жизнь. «Математика случая»
Привычная жизнь Паскаля закончилась. Ухудшается и состояние его здоровья: врачи предписывают уменьшить умственную нагрузку. Паскаль чаще бывает в обществе, завязывает светские отношения. Весной 1652 года в Малом Люксембургском дворце, у герцогини д’Эгийон демонстрировал свою арифметическую машину и ставил физические опыты, заслужив всеобщее восхищение. Машина Паскаля вызвала интерес у шведской королевы Кристины — по просьбе аббата Бурдело учёный преподнёс ей один экземпляр своего изобретения. В этот период Паскаль пережил возрождение интереса к исследованиям, стремления к славе, которые он подавлял в себе под влиянием учения янсенистов.
Самым близким из друзей-аристократов для учёного стал молодой герцог де Роанне, увлекавшийся математикой. В доме герцога, где Паскаль подолгу жил, ему была отведена особая комната. Через Роанне Паскаль познакомился с богачом и страстным игроком Дамье Миттоном, эрудитом шевалье де Мере. Размышления, основанные на наблюдениях, сделанных Паскалем в светском обществе, позднее вошли в его «Мысли».
Шевалье де Мере, большой поклонник азартных игр, предложил Паскалю в 1654 году решить некоторые задачи, возникающие при определённых игровых условиях. Первая задача де Мере — о количестве бросков двух игральных костей, после которого вероятность выигрыша превышает вероятность проигрыша, — была решена им самим, Паскалем, Ферма и Робервалем. В ходе решения второй, гораздо более сложной задачи, в переписке Паскаля с Ферма, закладываются основы теории вероятностей. Учёные, решая задачу о распределении ставок между игроками при прерванной серии партий (ею занимался итальянский математик XV века Лука Пачоли), использовали каждый свой аналитический метод подсчёта вероятностей и пришли к одинаковому результату. Информация об изысканиях Паскаля и Ферма подтолкнула к занятию проблемами вероятности Гюйгенса, сформулировавшего в своём сочинении «О расчётах в азартных играх» (1657) определение математического ожидания. Паскаль создаёт «Трактат об арифметическом треугольнике» (издан в 1665 году), где исследует свойства «треугольника Паскаля» и его применение к подсчёту числа сочетаний, не прибегая к алгебраическим формулам. Одним из приложений к трактату была работа «О суммировании числовых степеней», где Паскаль предлагает метод подсчёта степеней чисел натурального ряда.
У Паскаля множество планов на будущее. В письме Парижской академии (1654) он сообщил, что готовит фундаментальный труд под названием «Математика случая».

### «Мемориал»
В ночь с 23 на 24 ноября 1654 года, «от десяти с половиною часов вечера до половины первого ночи», Паскаль, по его словам, пережил мистическое озарение свыше. Придя в себя, он тут же переписал мысли, набросанные на черновике на кусочек пергамента, который был зашит им в подкладку своей одежды. С этой реликвией, тем, что его биографы назовут «Мемориалом» или «Амулетом Паскаля», он не расставался до самой смерти. Запись была обнаружена в доме его старшей сестры, когда вещи уже умершего Паскаля приводились в порядок. 
Хотя Паскаль оставил потомкам немалое число текстов религиозного содержания, ни один из них не объясняет своего автора в такой степени, как это делает Мемориал. Впервые выраженное здесь Паскалем глубинное противоречие науки и веры, философии и теологии огненной чертой пройдёт через всю его судьбу.
Это событие коренным образом изменило его жизнь. Паскаль не рассказал о том, что произошло, даже сестре Жаклин, но попросил главу Пор-Рояля Антуана Сенглена стать его духовником, оборвал светские связи и принял решение покинуть Париж.

### Пор-Рояль
Сначала он живёт в замке Вомюрье у герцога де Люина, потом, в поисках уединения, переселяется в загородный Пор-Рояль. Он совершенно прекращает занятия наукой как греховные. Несмотря на суровый режим, которого придерживались отшельники Пор-Рояля, Паскаль чувствует значительное улучшение своего здоровья и переживает духовный подъём. Отныне он становится апологетом янсенизма и отдаёт все силы литературе, направив своё перо на защиту «вечных ценностей». Совершает паломничество по парижским церквям (он обошёл их все). Готовит для «малых школ» янсенистов учебник «Элементы геометрии» с приложениями «О математическом уме» и «Искусство убеждать».

### «Письма к провинциалу»
Духовным лидером Пор-Рояля был один из самых образованных людей того времени — доктор Сорбонны Антуан Арно. По его просьбе Паскаль включается в полемику янсенистов с иезуитами и создаёт «Письма к провинциалу» — блестящий образец французской литературы, содержащий яростную критику ордена и пропаганду моральных ценностей, излагаемых в духе рационализма. Начав с обсуждения догматических расхождений между янсенистами и иезуитами, Паскаль перешёл к осуждению моральной теологии последних. Не допуская перехода на личности (большая часть отцов ордена вела безупречную жизнь), он порицал казуистику иезуитов, ведущую, по его мнению, к падению нравственности человека.
«Письма» были опубликованы в 1656—1657 годах под псевдонимом и вызвали немалый скандал. Паскаль рисковал попасть в Бастилию, ему пришлось некоторое время скрываться, он часто менял места своего пребывания и жил под чужим именем. Вольтер в XVIII веке писал: «Делались попытки самыми различными способами показать иезуитов отвратительными; Паскаль сделал больше: он показал их смешными».

### Исследования циклоиды
Отказавшись от систематических занятий наукой, Паскаль тем не менее изредка обсуждает математические вопросы с друзьями, но не собирается более заниматься научным творчеством. Единственным исключением стало фундаментальное исследование циклоиды (как рассказывали друзья, он занялся этой проблемой, чтобы отвлечься от зубной боли). За одну ночь Паскаль решает задачу Мерсенна о циклоиде и делает ряд открытий в её изучении. Сначала Паскаль не желал предавать полученные результаты гласности. Но его друг герцог де Роанне уговорил устроить конкурс на решение задач по определению площади и центра тяжести сегмента и объёмов и центров тяжести тел вращения циклоиды среди математиков Европы. В конкурсе участвовали многие прославленные учёные: Валлис, Гюйгенс, Рен и другие. Хотя не все участники решили поставленные задачи, в процессе работы над ними были сделаны важные открытия: Гюйгенс изобрёл циклоидальный маятник, а Рен определил длину циклоиды. Решения Паскаля жюри под председательством Каркави признало наилучшими, а использование им в работах метода бесконечно малых повлияло в дальнейшем на создание дифференциального и интегрального исчисления.

### «Мысли»
Ещё около 1652 года Паскаль задумал создать фундаментальный труд, одной из главных целей которого должна была стать критика атеизма и защита веры. Он постоянно размышлял над проблемами религии, его замысел менялся с течением времени, но приступить к работе над трудом, который задумывался им как основной труд жизни, мешали различные обстоятельства. Начиная с середины 1657 года Паскаль делает фрагментарные записи для труда на отдельных листах, классифицируя их по темам. Своими планами он поделился с отшельниками Пор-Рояля осенью 1658 года, на создание книги Паскаль отводил себе десять лет. Болезнь помешала ему: с начала 1659 года он делал только отрывочные записи, врачи запретили ему любые умственные нагрузки, но больной умудрялся записывать всё, что приходило ему в голову, буквально на любом подручном материале. Позднее он не смог даже диктовать и прекратил работу. После смерти Блеза друзья-янсенисты нашли целые пачки таких записок, перевязанных бечёвкой. Сохранилось около тысячи отрывков, различных по жанру, объёму и степени завершённости. Они были расшифрованы и изданы в 1670 г. книгой под названием «Мысли о религии и других предметах» (фр. Pensées sur la religion et sur quelques autres sujets), затем книга называлась просто «Мысли» (фр. Pensées). В основном первое издание было цензурировано и посвящено взаимоотношению Бога и человека, а также апологетике христианства в янсенистском понимании. «Мысли» вошли в классику французской литературы, а Паскаль стал единственным в новой истории великим литератором и великим математиком одновременно. Паскаль писал в своей последней книге:

- Не только невозможно, но и бесполезно знать Бога без Иисуса Христа.
- Есть только три разряда людей: одни обрели Бога и служат Ему; эти люди разумны и счастливы. Другие не нашли и не ищут Его; эти люди безумны и несчастны. Третьи не обрели, но ищут Его; эти люди разумны, но пока несчастны.

В этой же рукописи содержался диалог, так называемый «Фрагмент пари» или пари Паскаля, где автор заключает со своим собеседником, которого желает побудить жить в соответствии с христианской моралью, пари на существование Бога. Автор предлагает оценить вероятности выигрыша и проигрыша и утверждает, что вера при благоприятном исходе несёт бесконечное благо (в случае существования Бога выигрыш — бессмертие), в то время как при неблагоприятном исходе потери ничтожно малы (в случае отсутствия Бога проигрыш — затраты средств и времени на религиозные обряды).

### Последние годы
С 1658 года здоровье Паскаля быстро ухудшается. Согласно современным данным, в течение всей жизни Паскаль страдал от комплекса заболеваний: злокачественной опухоли головного мозга, кишечного туберкулёза и ревматизма. Его одолевает физическая слабость, появляются ужасные головные боли. Гюйгенс, посетивший Паскаля в 1660 году, нашёл его глубоким стариком, несмотря на то, что в тот момент Паскалю было всего 37 лет. Паскаль понимает, что скоро умрёт, но не испытывает страха перед смертью, говоря сестре Жильберте, что смерть отнимает у человека «несчастную способность грешить». Не имея возможности ни читать, ни писать, ни размышлять, он занимается благотворительностью и изредка посещает старых друзей.
Осенью 1661 года Паскаль поделился с герцогом де Роанне идеей создания дешёвого и доступного всем способа передвижения в многоместных каретах. Герцог создал акционерное общество для реализации этого проекта и 18 марта 1662 года в Париже открылся первый маршрут общественного транспорта, названного впоследствии омнибусом.
В октябре 1661 года, в разгар нового витка преследования янсенистов, умирает сестра Жаклин. Это был тяжёлый удар для Паскаля.
В то же время власти потребовали от пор-рояльской общины безоговорочного подписания формуляра, осуждавшего пять положений учения Янсения. Среди янсенистов не было полного согласия. Группа, возглавлявшаяся Арно и Николем, считала, что следует выработать оговорки к формуляру, удовлетворяющие все стороны, и подписать его. Паскаль примыкал к тем, кто предлагал более жёсткий вариант разъяснения к формуляру, указывающий на ошибочность решения папы. Долгие споры было решено прекратить общим голосованием, состоявшимся на квартире Паскаля. Большинство согласилось с мнением Арно. Потрясённый Паскаль отказывается от борьбы и практически прекращает общение с отшельниками Пор-Рояля.
19 августа 1662 года после мучительной продолжительной болезни Блез Паскаль скончался. Похоронен в приходской церкви Парижа Сент-Этьен-дю-Мон.

## Увековечение памяти
В честь Паскаля названы:
- кратер на Луне (название утверждено в 1964 году);
- единица давления и напряжения (в механике) в Международной системе единиц (СИ);
- язык программирования Pascal;
- один из двух вузов в Клермон-Ферране — Университет Блеза Паскаля (существовал с 1976 по 2016 г., затем объединён с Университетом Оверни);
- ежегодная французская научная премия (официальный сайт Архивная копия от 28 марта 2018 на Wayback Machine);
- гимназия № 46 города Гомеля;
- архитектура видеокарт GeForce 10, разработанная компанией Nvidia.
- В 1972 году итальянский режиссёр Роберто Росселлини снял художественный телефильм «Паскаль», главную роль сыграл Пьер Ардити.

## Оценки
Тонкие умы удивляются Паскалю как писателю самому совершенному в величайший век французского языка… Каждая строка, вышедшая из-под его пера, почитается как драгоценный камень.
— Жозеф Бертран

Я бы сделал Паскаля сенатором.
— Наполеон

[Читал] чудного Паскаля… человека великого ума и великого сердца… не мог не умилиться до слёз, читая его и сознавая своё полное единение с этим умершим сотни лет тому назад человеком.
— Лев Толстой

Какая глубина, какая ясность — какое величие!.. Какой свободный, сильный, дерзкий и могучий язык!
— Иван Тургенев

Валлис в 1655 г. и Паскаль в 1658 г. составили, каждый для своего употребления, языки алгебраического характера, в которых, не записывая ни единой формулы, они дают формулировки, которые можно немедленно, как только будет понят их механизм, записать в формулах интегрального исчисления. Язык Паскаля особенно ясен и точен; и если не всегда понятно, почему он отказался от применения алгебраических обозначений не только Декарта, но и Виета, всё же нельзя не восхищаться его мастерством, которое могло проявиться лишь на основе совершенного владения языком.
— Николя Бурбаки

## Сочинения Блеза Паскаля
- Опыт о конических сечениях (Essai pour les coniques, 1639) — теорема Паскаля о том, что во всяком шестиугольнике, вписанном в эллипс, гиперболу или параболу, точки пересечения трёх пар противоположных сторон лежат на одной прямой.
- Новые опыты, касающиеся пустоты (Expériences nouvelles touchant le vuide, 1647)
- Трактат о равновесии жидкостей (Traités de l'équilibre des liqueurs, 1663)
- Трактат о весе массы воздуха (Traités de la pésanteur de la masse de l’air, 1663)
- Трактат об арифметическом треугольнике (Traité du triangle arithmétique avec quelques autres petits traités sur la même matière, 1654, издан в 1665)
- Письма к провинциалу — серия из восемнадцати писем, опубликованных в 1656—1657, шедевр французской сатирической прозы
- Молитвенное обращение об обращении во благо болезней (Prière pour demander à Dieu le bon usages des maladies, 1779)
- Мысли о религии и других предметах[34] (Pensées sur la religion et sur quelques autres sujets) — посмертное издание, организованное родственниками большей частью из незаконченной «Апологии христианской религии» (Apologie de la religion chrétienne). Содержит среди прочего т. н. аргумент Пари.
- Трактат о пустоте — не был опубликован, после смерти автора были найдены лишь фрагменты.

Первое полное собрание сочинений Паскаля было издано Боссю под заглавием: «Oeuvres de В. Pascal» (5 т., Гаага и П., 1779; 6 т., П., 1819); последнее издавалось в Париже в 1998—1999 гг.
- Рассуждение о любовной страсти. На экземпляре рукописи, найденной В. Кузеном в библиотеке Сен-Жермен-де-Пре в 1843 году, значилось, что она приписывается Паскалю. Единого мнения насчёт его авторства у паскалеведов нет.

### Русские переводы
- Трактат о равновесии жидкостей // Начала гидростатики (Архимед, Стевин, Галилей, Паскаль). — М. — Л., 1933.
- Опыт о конических сечениях. Приложение: «Письмо Лейбница к Перье… племяннику г. Паскаля» // Историко-математические исследования. — М., 1961.
- Паскаль Б. Мысли. — М.: «REFL-book», 1994. — 528 с. ISBN 5-87983-013-6
- Паскаль Б. Мысли. пер.с французского Э.Линецкой / Послесловие и комментарий И. Е. Бабанов. — СПб.: Пальмира, 2017. — 431 с. — ISBN 978-5-521-00138-5.
- Мысли о религии и других предметах (слушать онлайн) Архивная копия от 18 августа 2017 на Wayback Machine
- Мысли о религии и других предметах (читать онлайн) Архивная копия от 18 августа 2017 на Wayback Machine
- Перье М., Перье Ж., Паскаль Б. Блез Паскаль. Мысли. Малые сочинения. Письма. — М.: АСТ, Пушкинская библиотека, 2003. — 536 с. — ISBN 5-17-019607-5, 5-94643-080-7.
- Паскаль Б. Письма к провинциалу. — СПб., 1898.
- Письма к провинциалу (читать онлайн) Архивная копия от 18 августа 2017 на Wayback Machine
- О геометрическом уме и искусстве убеждать; Разговор с г. де Саси об Эпиктете и Монтене; Об обращении грешника. (Перевод Г. Я. Стрельцовой) // Приложение к кн.: Стрельцова Г. Я. Паскаль и европейская культура. М.: Республика. — С. 434—472.